# Robert Mondavi

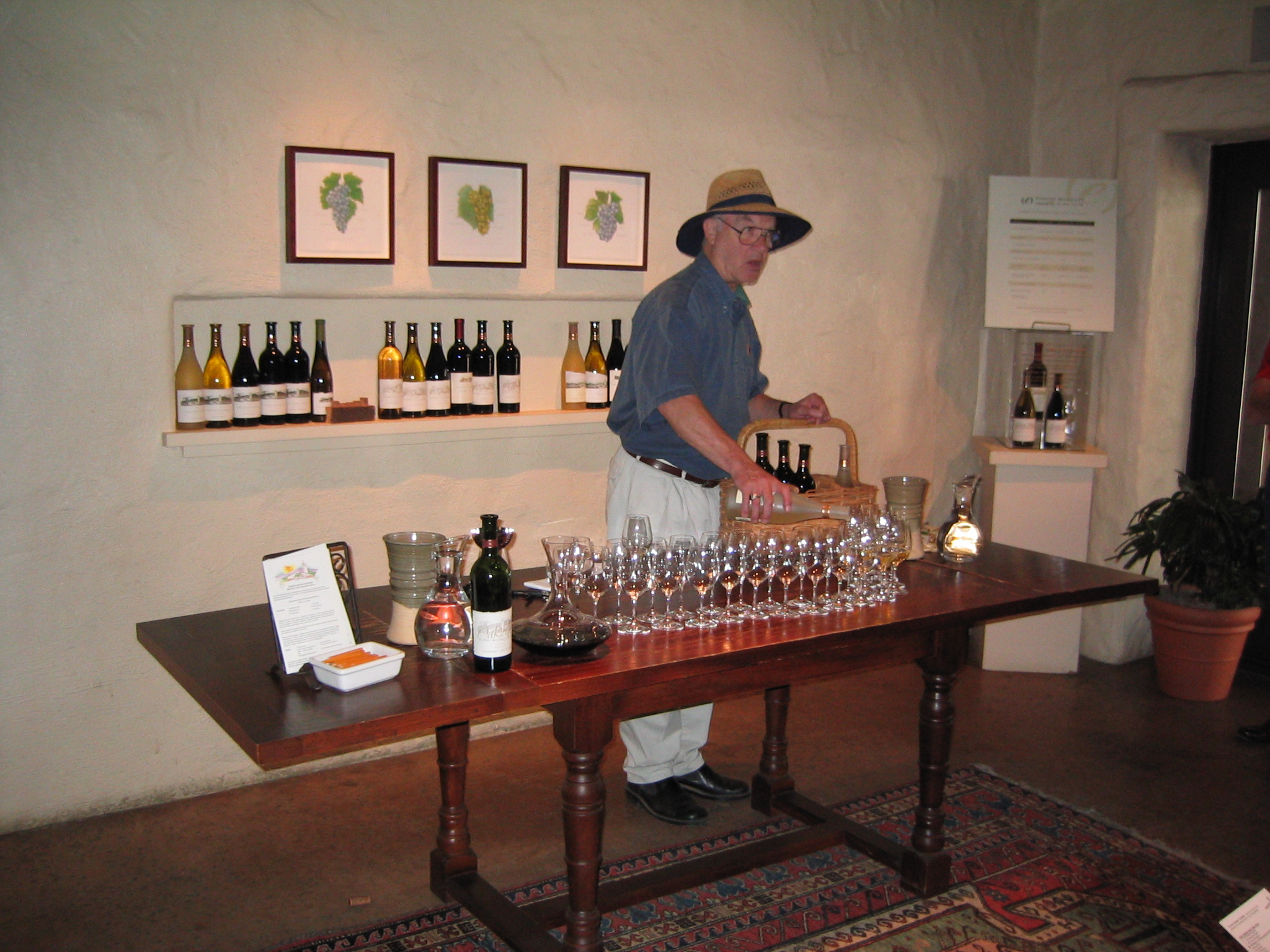
Mondavi in 2003

Robert Mondavi (Virginia (Minnesota), 18 juni 1913 - Yountville (Californië), 16 mei 2008) was een Amerikaans wijnbouwer uit Californië. Mondavi, als de voornaamste Californische wijnbouwer, zorgde door technische verbeteringen en marketingstrategieën voor wereldwijde erkenning voor de wijnen van de Napa Valley. Mondavi was er snel bij om wijnen aan te bieden met de specifieke variëteit op het label - nu een standaard voor nieuwe-wereldwijnen.